# Tangon (terme général)
Pour les articles homonymes, voir tangon et outrigger.
Le terme tangon (en anglais outrigger) désigne un espar latéral mobile fixé sur le bordage d'un bateau au niveau du pont supérieur pour éloigner une voile du bord, pour éloigner une traîne, ou pour amarrer une embarcation quand le bateau est à l'ancre. Sous le nom d'outrigger il désigne l'espar fixe établi en oblique depuis le pont, perpendiculaire à l'axe du voilier, jouant le rôle d'une barre de flèche. Outrigger désignant également les balanciers latéraux destinés à équilibrer une pirogue, dans le monde anglo-saxon.

## Utilisations

### Usage sur les bateaux de pêche
Il s'agit de perches fixées sur chaque bord d'un navire de pêche à la traîne pour écarter ses lignes, ou montées en doublets sur les chalutiers à tangon traînant deux chaluts à la fois,. 

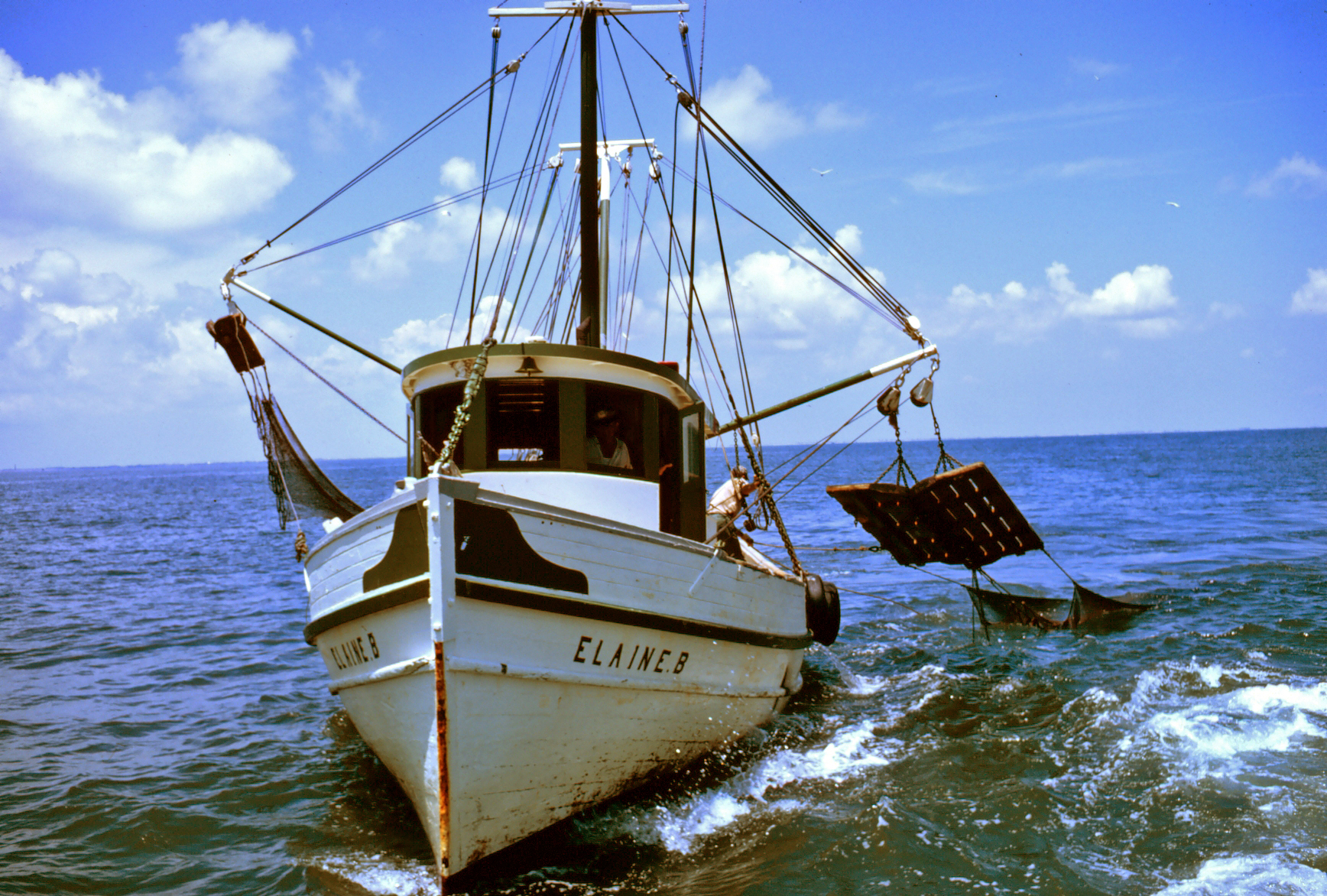
Chalutier à tangon.

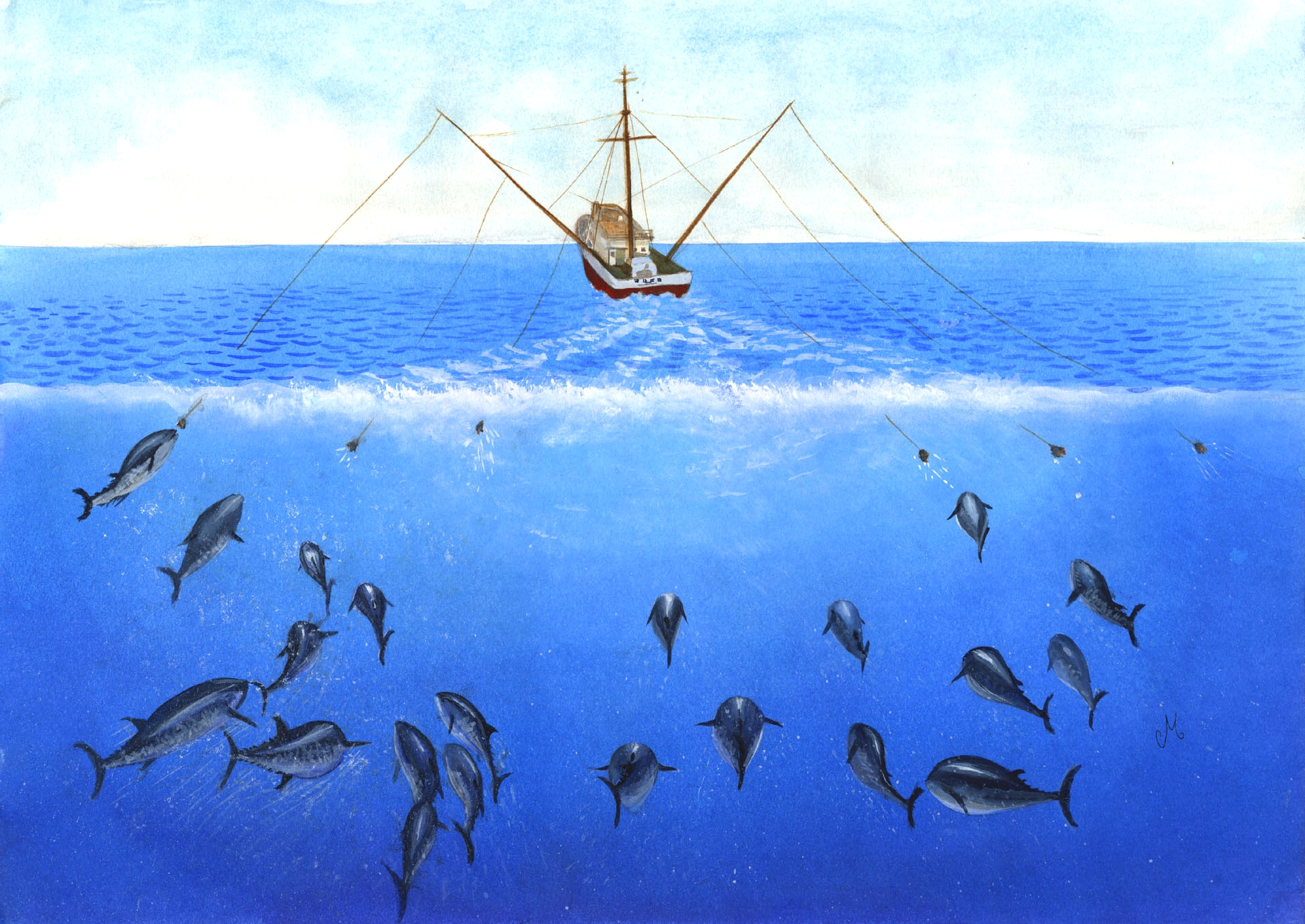
Pêche à la traîne.

### Usage sur les navires de plaisance équipés d'un spinnaker
Un tangon de spi ou tangon de spinnaker est un petit bras, ouvrant et déportant le spinnaker à l'opposé de la grand-voile. Il est tenu horizontalement par un hale-haut et un hale-bas. Si le vent tombe, il évite l'affaissement et la fermeture de ce type de voile.

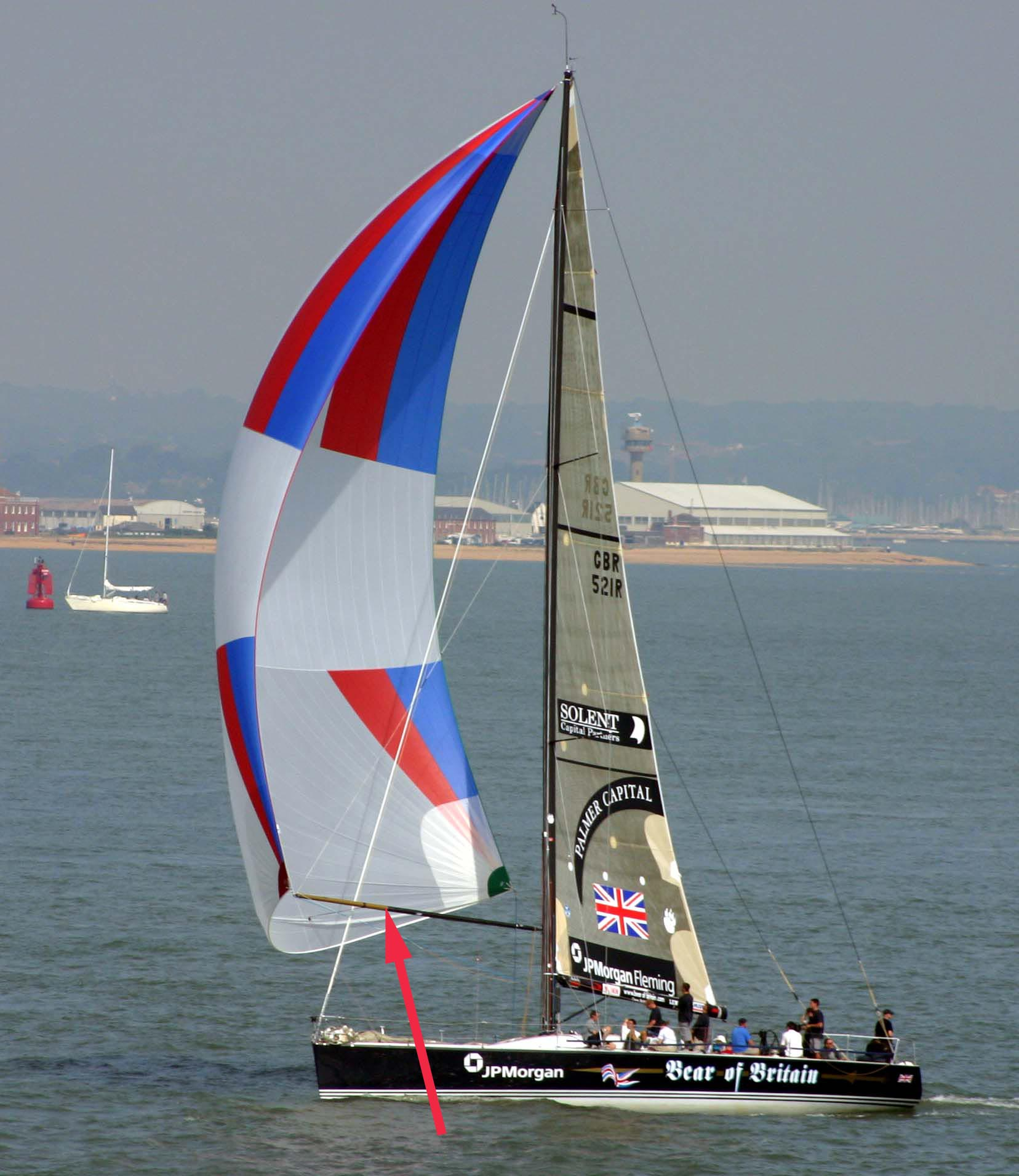
La flèche rouge indique un tangon de spinnaker.

### Usage sur les bateaux de course
Cet espar a été adopté par certains voiliers de course, notamment les 60 pieds IMOCA, faisant office de barres de flèche montées latéralement sur le pont, au niveau du mât.
Développés par les architectes Jean-Marie Finot et Pascal Conq pour l'Aquitaine Innovations d'Yves Parlier en 1996, ces pièces de gréement sont destinés à offrir un bras de levier favorable à des haubans soutenant un mât-aile orientable.

Sur les voiliers de régate très étroits, Manfred Curry (en), théoricien de l'aérodynamique des voiliers, a utilisé dans les années 1920 et 1930 des tangons assez semblables à ceux des périssoires dans le but de déporter vers l'extérieur le filoir de l'écoute de foc et ainsi obtenir un effet de fente optimum entre foc et grand voile. Sur les voiliers de course modernes, beaucoup plus larges au pont, et sur les multicoques, un tel dispositif ne se justifie plus et il est remplacé par un système de réglage latéral de la poulie d'écoute de foc, appelé Barber-Hauler.

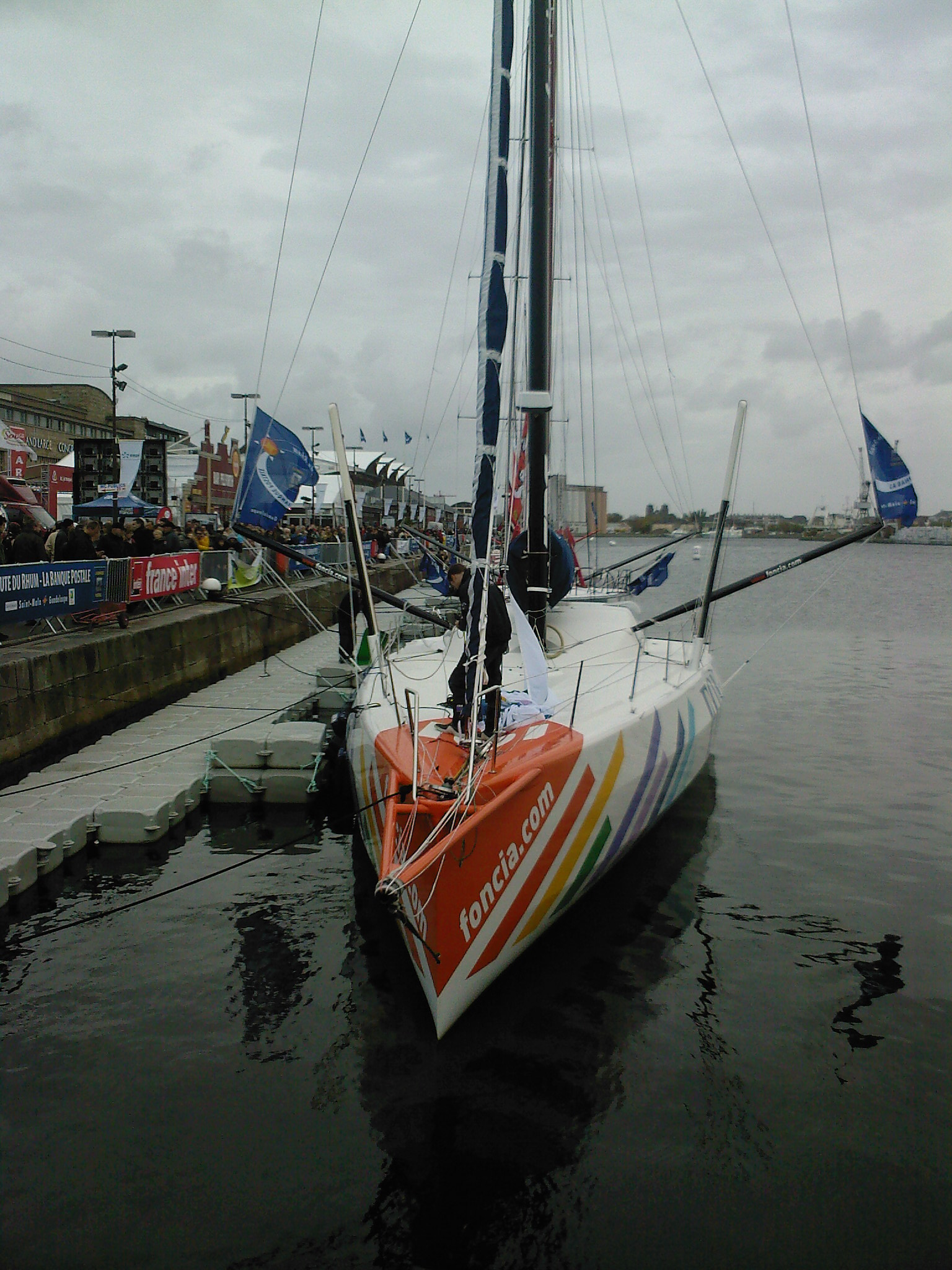
Tangons (outriggers) sur le 60 pieds Foncia de Michel Desjoyeaux.

### Usage en aviron
En usage depuis 1845, le terme d'outrigger peut aussi désigner un support extérieur à la coque servant à divers usages. Sur les périssoires, les yoles et autres bateaux de course à avirons, l'outrigger sert à déborder les dames de nage en dehors de la coque pour permettre l'utilisation de grands avirons sur une coque très étroite à faible surface mouillée, et donc instable.

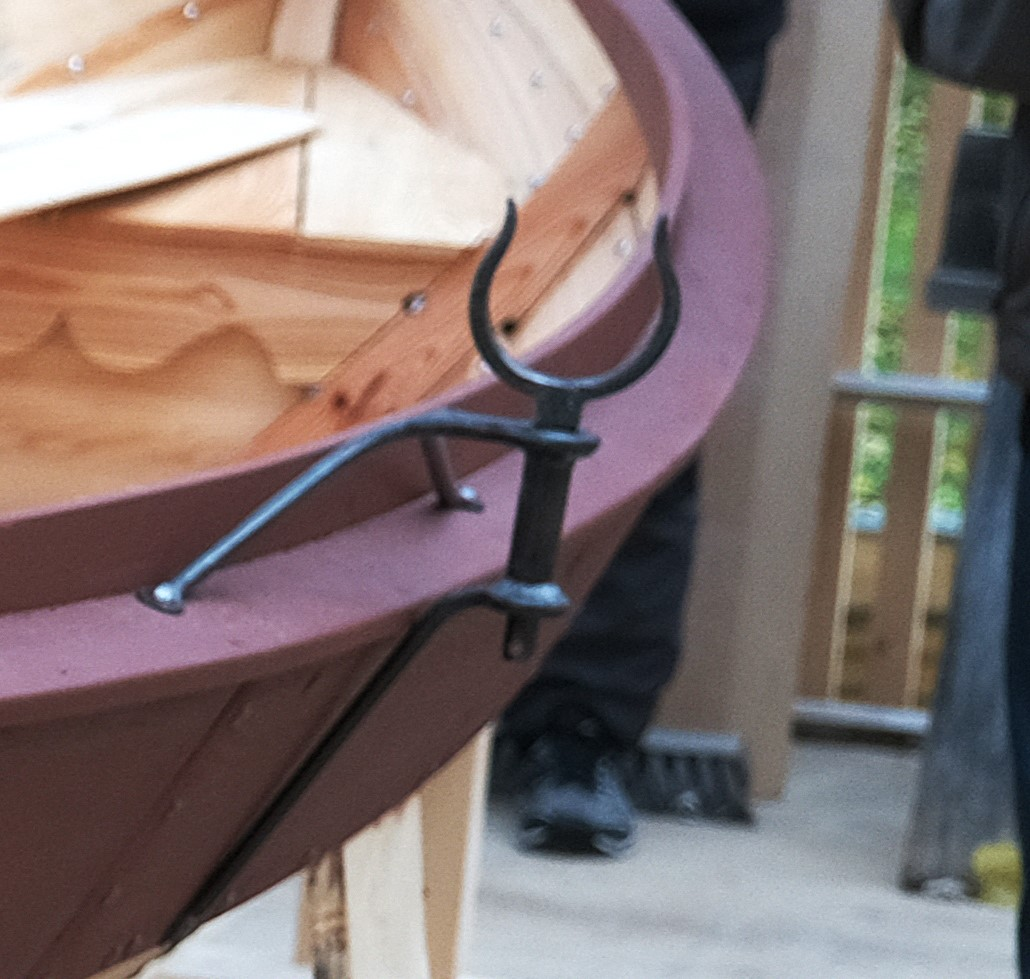
Dame de nage déportée.